# Riječ
Riječ („słowo”) – chorwackie czasopismo naukowe. Specjalizuje się w filologii słowiańskiej.
Periodyk ukazuje się trzy razy w roku. Czasopismo podlega recenzji naukowej i jest często cytowane, zarówno przez autorów krajowych, jak i zagranicznych. Radę redakcyjną tworzą badacze chorwaccy i zagraniczni.
Dotychczas na łamach czasopisma ukazało się ponad 500 artykułów, głównie naukowych.